# Dmytro Čumak
Dmytro Oleksandrovyč Čumak (* 1. dubna 1980 Kyjev, Sovětský svaz) je bývalý ukrajinský sportovní šermíř, který se specializoval na šerm kordem. Ukrajinu reprezentoval od počátku nového tisíciletí do roku 2009. V roce 2008 se účastnil olympijských her v soutěži jednotlivců a soutěži družstev. Byl stabilním článkem silného ukrajinského družstva kordistů, se kterým získal titul mistra Evropy v roce 2001.